# Kostanjevica na Krasu
Kostanjevica na Krasu – wieś w Słowenii, siedziba gminy Miren-Kostanjevica. W 2018 roku liczyła 324 mieszkańców.